# Siemion Mielnikow
Siemion Iwanowicz Mielnikow (ros. Семён Иванович Мельников, ur. 22 marca?/4 kwietnia 1902 we wsi Lipowka w guberni orłowskiej, zm. 14 lipca 1984 w Moskwie) – radziecki dowódca wojskowy, generał porucznik (1944), Bohater Związku Radzieckiego (1943).

## Życiorys
Skończył 4 klasy, potem pracował jako koniuch, w latach 1921-1922 był sekretarzem rady wiejskiej, 1922-1924 pracował w sowchozie. 
Od maja 1924 służył w Armii Czerwonej, 1925 ukończył szkołę pułkową i został skierowany do służby w artylerii na Ukrainie, we wrześniu 1925 zdemobilizowany. Pracował w kopalni w Gorłówce i w cukrowni, 1927 był przewodniczącym rady wiejskiej w rodzinnej wsi, 1927-1928 instruktorem gminnego komitetu wykonawczego, 1928-1930 pełnomocnikiem rejonowej komisji kontrolnej, 1930-1933 przewodniczącym wołyńskiej komisji kontrolnej w obwodzie orłowskim, a 1933-1934 przewodniczącym komisji kontrolnej w Niżniediewicku w obwodzie woroneskim. 
W 1935 skończył kursy przy Komitecie Obwodowym WKP(b) w Woroneżu, od sierpnia 1935 ponownie służył w Armii Czerwonej, był zastępcąiem komisarza i komisarzem samodzielnego batalionu łączności, sekretarzem odpowiedzialnym dywizji piechoty w Moskiewskim Okręgu Wojskowym i szefem wydziału politycznego brygady pancernej w Mongolii. Od maja do lipca 1939 był szefem Wydziału Politycznego 57 Korpusu Specjalnego, a od lipca do września 1939 zastępcą szefa Wydziału Politycznego 1 Grupy Armijnej, brał udział w bitwie nad Chałchin-Goł, 1940 był zastępcą szefa wydziału propagandy korpusu pancernego i komisarzem korpusu zmechanizowanego w Leningradzkim Okręgu Wojskowym. W czerwcu-lipcu 1941 był komisarzem 10 Korpusu Zmechanizowanego Frontu Północnego, w lipcu 1941 komisarzem Łużskiej Grupy Operacyjnej Frontu Północnego, w lipcu-sierpniu 1941 komisarzem Kingiseppskiego Odcinka Obrony, a w sierpniu-wrześniu 1941 komisarzem Koporskiej Grupy Operacyjnej Frontu Leningradzkiego.
Od września do listopada 1941 był członkiem Rady Wojennej 23 Armii Frontu Leningradzkiego, od listopada 1941 do czerwca 1942 członkiem Rady Wojennej 8 Armii Frontu Leningradzkiego, od czerwca 1942 do kwietnia 1943 członkiem Rady Wojennej 3 Armii Pancernej, a w kwietniu-maju 1943 członkiem Rady Wojennej 57 Armii. Brał udział w obronie Leningradu, w sierpniu-wrześniu 1942 walczył na Froncie Zachodnim, od stycznia do marca 1943 Froncie Woroneskim, a od marca do maja 1943 Południowo-Zachodnim, uczestniczył m.in. w operacji charkowskiej. W maju 1943 został członkiem Rady Wojennej 3 Gwardyjskiej Armii Pancernej, w lipcu 1943 walczył na Froncie Briańskim, w lipcu-sierpniu 1943 Centralnym, we wrześniu-październiku 1943 Woroneskim, a od października 1943 do maja 1945 1 Ukraińskim, brał udział w operacji orłowskiej, sumsko-pryłuckiej, bitwie o Dniepr, operacji kijowskiej, żytomiersko-berdyczowskiej, proskurowsko-czerniowieckiej, lwowsko-sandomierskiej, sandomiersko-śląskiej, dolnośląskiej, berlińskiej i praskiej. Szczególnie wyróżnił się przy forsowaniu Dniepru.
Po wojnie był członkiem Rady Wojennej 3 Gwardyjskiej Armii Pancernej w Grupie Wojsk Radzieckich w Niemczech, od kwietnia 1947 do stycznia 1948 zastępcą dowódcy 1 Gwardyjskiej Armii Zmechanizowanej ds. politycznych w Grupie Wojsk Radzieckich w Niemczech, 1948-1949 zastępcą dowódcy Karpackiego Okręgu Wojskowego ds. politycznych, a od czerwca 1949 do lipca 1950 zastępcą dowódcy wojsk pancernych i zmechanizowanych Sił Zbrojnych ZSRR ds. politycznych. W latach 1950–1953 członkiem Rady Wojennej Gorkowskiego Okręgu Wojskowego, a od czerwca 1953 do grudnia 1957 członkiem Rady Wojennej 8 Armii Zmechanizowanej Karpackiego Okręgu Wojskowego (w Żytomierzu), w październiku-listopadzie 1956 uczestniczył w tłumieniu antykomunistycznego powstania na Węgrzech, w grudniu 1957 zakończył służbę wojskową. Został pochowany na Cmentarzu Kuncewskim. Jego imieniem nazwano ulicę w Lipowce.

## Odznaczenia
- Złota Gwiazda Bohatera Związku Radzieckiego (17 listopada 1943)
- Order Lenina (dwukrotnie - 17 listopada 1943 i 29 maja 1945)
- Order Czerwonego Sztandaru (czterokrotnie - 17 listopada 1939, 4 lutego 1943, 10 stycznia 1944 i 30 grudnia 1956)
- Order Kutuzowa I klasy (6 kwietnia 1945)
- Order Kutuzowa II klasy (18 grudnia 1956)
- Order Suworowa II klasy (25 sierpnia 1944)
- Order Bohdana Chmielnickiego II klasy (29 maja 1944)
- Order Wojny Ojczyźnianej I klasy (27 sierpnia 1943)
- Order Czerwonej Gwiazdy (20 czerwca 1949)
- Medal „Za zasługi bojowe”
- Medal „Za zwycięstwo nad Niemcami w Wielkiej Wojnie Ojczyźnianej 1941–1945”
- Medal „Za wyzwolenie Warszawy”
- Order Czerwonego Sztandaru (Mongolia)
- Order Krzyża Grunwaldu (Polska, 1946)
- Order Virtuti Militari (Polska, 1946)
- Medal za Odrę, Nysę, Bałtyk (Polska)
- Order Białego Lwa I klasy (Czechosłowacja, 1948)
- Złota Gwiazda Orderu "Za Wolność" (Czechosłowacja, 1948)

I medale ZSRR oraz inne zagraniczne ordery.